# 1770
1770 (MDCCLXX) je bilo navadno leto, ki se je po gregorijanskem koledarju začelo na ponedeljek, po 11 dni počasnejšem julijanskem koledarju pa na petek.

## Rojstva
- 20. marec - Johann Christian Friedrich Hölderlin, nemški pesnik († 1843)
- 7. april - William Wordsworth, angleški pesnik († 1850)
- 10. maj - Louis-Nicolas Davout, farancoski maršal († 1823)
- 3. avgust - Friderik Viljem III., pruski kralj  († 1840)
- 6. avgust - Mihael Jaklin, slovenski pisec, jezikoslovec, narodni buditelj († 1847)
- 27. avgust - Georg Wilhelm Friedrich Hegel, nemški filozof († 1831)
- 17. december - Ludwig van Beethoven, nemški skladatelj (tega dne je bil krščen) († 1827)

## Smrti
- 26. februar - Giuseppe Tartini, italijanski violinist in skladatelj (* 1692)
- 28. april - Jeremijaš Šoštarić, hrvaški (gradiščanski) duhovnik in pisatelj (* 1714)